# 952 Caia
952 Caia è un asteroide della fascia principale del diametro medio di circa 81,61 km. Scoperto nel 1916, presenta un'orbita caratterizzata da un semiasse maggiore pari a 2,9913138 au e da un'eccentricità di 0,2435179, inclinata di 9,99088° rispetto all'eclittica.
Il nome dell'asteroide è tratto da Quo vadis?, romanzo dello scrittore polacco Henryk Sienkiewicz. Inizialmente, come altri asteroidi scoperti all'osservatorio di Simeiz durante la prima guerra mondiale, non poté essere comunicato subito all'Istituto Rechen dell'Università di Heidelberg e fu quindi identificato per alcuni anni con una sigla contenente Σ, la lettera sigma dell'alfabeto greco.